# Совенко Костянтин Валентинович
Костянти́н Валенти́нович Сове́нко — солдат Збройних сил України, учасник російсько-української війни 2014—2017.
У складі батальйону «Кривбас» брав участь у боях за Іловайськ. Екіпаж МТ-ЛБ — усі поранені — з оточення вибирався пішки — Костянтин Совенко з важким переломом ноги, боєць «Дніпра-1» із відірваною ступнею, у Віталія Бунчикова відмовили ноги.

## Нагороди
За особисту мужність, сумлінне та бездоганне служіння Українському народові, зразкове виконання військового обов'язку відзначений — нагороджений
- 10 жовтня 2015 року — орденом «За мужність» III ступеня.